# Вуйтувка (Мазовецьке воєводство)
Вуйтувка (пол. Wójtówka) — село в Польщі, у гміні Сохачев Сохачевського повіту Мазовецького воєводства.
Населення — 132 особи (2011).
У 1975-1998 роках село належало до Скерневицького воєводства.

## Демографія
Демографічна структура станом на 31 березня 2011 року:
|          | Загалом | Допрацездатний вік | Працездатний вік | Постпрацездатний вік |
| -------- | ------- | ------------------ | ---------------- | -------------------- |
| Чоловіки | 72      | 19                 | 48               | 5                    |
| Жінки    | 60      | 11                 | 38               | 11                   |
| Разом    | 132     | 30                 | 86               | 16                   |